# أولاد بركات (لكناديز)
أولاد بركات هي إحدى مشيخات المملكة المغربية، تتبع جغرافيا لإقليم خريبكة وإداريًا للكناديز. يقدر عدد سكانها بـ 2,357 نسمة حسب الإحصاء الرسمي للسكان والسكنى لسنة 2004.